# Circles (песня Post Malone)
«Circles» — песня американского рэпера Post Malone, изданная 30 августа 2019 года в качестве третьего сингла с третьего студийного альбома Hollywood’s Bleeding звукозаписывающим лейблом Republic. Музыкальное видео вышло 3 сентября 2019 года. В ноябре 2019 года сингл стал четвёртым чарттопером певца в США (№ 1 в Billboard Hot 100).

## История
Впервые Post Malone представил 5 августа во время концертного тура Bud Light Dive Bar Tour (New York City), где он сказал о планах релиза на следующую неделю. Сниппет нового трека музыкант выложил в YouTube в тот же день. Превью песни было представлено в августе 2019 года на шоу the Tonight Show Starring Jimmy Fallon.

## Отзывы
Композиция, в целом, была одобрительно встречена музыкальными экспертами и обозревателями. В журнале Billboard описали песню как «поддерживаемую солнечными акустическими гитарами, кружащимися перкуссиями и заразительными мелодиями» и что в то же время испытываешь «чувство испуга, значение трека немного более мрачно, детализируя отношения, которые заморозили».
Р Даб, директор по программированию XHITZ-FM/Z90.3, сказал Billboard: «Для меня сила „Circles“ обусловлена сочетанием абсолютно затягивающего, веселого, эмоционального и в то же время не утомляющего хука в сочетании с легко узнаваемым текстом. Кто не может сравнить себя с хождением по кругу во многих сферах жизни? Молодые, старые, богатые, бедные, черные, белые… Мы все через это проходим».
Музыкальное сопровождение песни часто сравнивали с музыкой Tame Impala — настолько, что Кевин Паркер из Tame Impala первоначально считался одним из соавторов песни до ее выхода.

## Коммерческий успех
«Circles» дебютировал на 7-м месте в Billboard Hot 100.
В чарте от 30 ноября 2019 года сингл «Circles» стал четвёртым для Post Malone чарттоппером в американском хит-параде Billboard Hot 100 и его первым треком, на котором он обозначен как единственный исполнитель. Ранее он лидировал с хитами «Rockstar» (при участии 21 Savage, 8 недель № 1 в 2017 году); «Psycho» (при участии Ty Dolla $ign, № 1 в 2018 году) и «Sunflower» (вместе с Swae Lee).
Сингл поставил исторический рекорд по числу недель в лучшей американской десятке Top-10 (Hot 100), где ко 2 мая 2020 года пробыл 34 недели (2019—2020).
Позднее (в чарте от 4 июля) он продлил свой же рекорд до 39 недель. Кроме того, песня стала первой кому удалось пробыть 30 недель в top 10 радиочарта Billboard Mainstream Top 40, где она пробыла 10 недель на первом месте, став первым синглом любого сольного певца-мужчины (без дуэта или соучастия партнёра) с таким достижением.

## Музыкальное видео
Музыкальное видео для «Circles» вышло 3 сентября 2019 на аккаунте Малоуна на YouTube. Режиссёр Colin Tilley.

## Чарты
| Чарт (2019—2020)                           | Высшая позиция |
| ------------------------------------------ | -------------- |
| Австралия (ARIA)                           | 2              |
| Австрия (Ö3 Austria Top 40)                | 9              |
| Бельгия/Фландрия (Ultratop 50)             | 5              |
| Бельгия/Валлония (Ultratop 50)             | 15             |
| Канада (Billboard Canadian Hot 100)        | 2              |
| Канада (Billboard CHR/Top 40)              | 1              |
| Канада (Billboard Hot AC)                  | 1              |
| Хорватия (HRT)                             | 10             |
| Чехия (Rádio — Top 100)                    | 7              |
| Чехия (Singles Digitál Top 100)            | 3              |
| Дания (Tracklisten)                        | 3              |
| Финляндия (Suomen virallinen lista)        | 5              |
| Франция (SNEP)                             | 77             |
| Германия (GfK)                             | 17             |
| Венгрия (Rádiós Top 40)                    | 7              |
| Венгрия (Single Top 40)                    | 11             |
| Венгрия (Stream Top 40)                    | 4              |
| Исландия (Tonlist)                         | 1              |
| Ирландия (IRMA)                            | 2              |
| Израиль (Galgalatz)                        | 3              |
| Израиль (Media Forest)                     | 13             |
| Италия (FIMI)                              | 20             |
| Япония (Billboard Japan Hot 100)           | 81             |
| Малайзия (RIM)                             | 1              |
| Мексика, Mexico Airplay (Billboard)        | 19             |
| Нидерланды (Dutch Top 40)                  | 3              |
| Нидерланды (Single Top 100)                | 4              |
| Новая Зеландия (Recorded Music NZ)         | 1              |
| Норвегия (VG-lista)                        | 2              |
| Польша (Polish Airplay Top 100)            | 8              |
| Португалия (AFP)                           | 11             |
| Румыния(Airplay 100)                       | 10             |
| Россия (TopHit)                            | 9              |
| Шотландия (OCC Scotland)                   | 7              |
| Сингапур (RIAS)                            | 2              |
| Словакия (Rádio — Top 100)                 | 3              |
| Словакия (Singles Digitál Top 100)         | 2              |
| Словения (SloTop50)                        | 4              |
| Южная Корея (Gaon)                         | 138            |
| Испания (PROMUSICAE)                       | 61             |
| Швеция (Sverigetopplistan)                 | 7              |
| Швейцария (Schweizer Hitparade)            | 10             |
| Великобритания (OCC UK Singles)            | 3              |
| США (Billboard Hot 100)                    | 1              |
| США (Billboard Adult Contemporary)         | 2              |
| США (Billboard Adult Pop Airplay)          | 1              |
| США (Billboard Dance Club Songs)           | 31             |
| США (Billboard Dance/Mix Show Airplay)     | 2              |
| США (Billboard Pop Airplay)                | 1              |
| США (Billboard Rhythmic)                   | 10             |
| США (Billboard Rock & Alternative Airplay) | 22             |
| США, Rolling Stone 100                     | 1              |

## Сертификации
| Регион                                                                      | Сертификация   | Продажи    |
| --------------------------------------------------------------------------- | -------------- | ---------- |
| Австралия (ARIA)                                                            | 10× Платиновый | 700 000    |
| Австрия (IFPI Austria)                                                      | Платиновый     | 30 000     |
| Бельгия (BEA)                                                               | Платиновый     | 40 000     |
| Бразилия (ABPD)                                                             | 3× Платиновый  | 120 000    |
| Канада (Music Canada)                                                       | Бриллиантовый  | 800 000    |
| Дания (IFPI Danmark)                                                        | 2× Платиновый  | 180 000    |
| Франция (SNEP)                                                              | Платиновый     | 200 000    |
| Германия (BVMI)                                                             | Золотой        | 200 000    |
| Италия (FIMI)                                                               | 2× Платиновый  | 140 000    |
| Новая Зеландия (RMNZ)                                                       | 6× Платиновый  | 180 000    |
| Польша (ZPAV)                                                               | 3× Платиновый  | 150 000    |
| Португалия (AFP)                                                            | 4× Платиновый  | 40 000     |
| Испания (PROMUSICAE)                                                        | Золотой        | 20 000     |
| Великобритания (BPI)                                                        | 2× Платиновый  | 1 200 000  |
| США (RIAA)                                                                  | Бриллиантовый  | 10 000 000 |
| Данные о продажах + прослушиваниях приведены только на основе сертификации. |                |            |